# 外郭団体
外郭団体（外廓団体）（がいかくだんたい）とは、日本において、 政党、官庁（中央省庁）、地方公共団体（都道府県・市町村）等の組織外にあって、それらの組織の支援、または活動内容の一部代行をしている団体を指す言葉。または、役所が設立に関与したり、その官公庁から出資・補助金を受けながら「補完的な業務」を行ったりする団体を指す。なお、外郭団体には法律で定められた明確な定義はなく、一般的に土地開発公社、住宅供給公社、地方道路公社、第三セクター、一部の公益法人などを指す場合が多い。
事業・活動の内容や人事などの面で所管官公庁と密接な関連をもつが、設立の経緯、目的、組織形態、所管官庁の出資割合や出向職員数について、そのあり方は多種多様である。
かつては所管特例民法法人（2008年12月までの公益法人）や監理団体などの呼称が為されていたが、自治体によっては出資法人、政策連携団体などに名称が変更されている。

## 概要
外郭団体は、主に特例民法法人及び公法人並びに特殊法人（「財団法人」ないし「社団法人」及び「独立行政法人」並びに「法人格のない財団」（いわゆる「任意団体」）等）の形態をとっている。
1970年代以降にいわゆる行革・民活を推進する中で、行政組織を縮小しつつ、増大する行政ニーズに応えるために設立された団体も多い。
監督官庁の退職者（いわゆる天下り）ないし出向者が、その能力・経験・人脈などを生かして役員や幹部職員に就任することも多かったが、近年の天下り批判に対応して、独立行政法人などは役員や幹部職員を公募する例も増えてきている。
日常業務はその外郭団体の正職員や臨時職員によって行われる。この幹部対一般職員間のヒエラルキーは大変強く、外郭団体の生え抜き正職員（一般的には日本語で「プロパー」と言われる）がその団体の理事等に就任することは少ないが、近年ではプロパー上がりの役員（常勤の理事長及び専務理事並びに常務理事等）も存在する。
監督官庁職員の人件費を見かけ上少なくするために職員を出向させる受け皿として設立される場合も見られる。

## 職員の身分と待遇
多くの団体においては、職員は公務員ではないものの公務員と同等の待遇で扱われ、監督官庁の給与表が「準用」される。給与面では「平均的」に公務員とほぼ同じであるが、民間団体であるため具体的な設定は自由で、同一地域、同一監督官庁であっても、個々の団体自体ないしはその会員の財政状況等によって相違がある。
給与及びその他共済制度等の待遇面では、黒字団体では公務員より上（民間の大手黒字企業と同様）で、赤字団体では公務員より下（赤字企業並）である。
地方公共団体の財政悪化などに伴い、統廃合される外郭団体も出てきている。

## 現存する主な外郭団体の例と関連する省庁・自治体
国の外郭団体
- （特殊会社） 日本郵政（JPホールディングス） - 総務省 情報流通行政局
- （特殊会社） 日本郵便（JP） - 総務省 情報流通行政局
- （特殊法人） 日本放送協会（NHK） - 総務省 情報流通行政局
- 一般財団法人全日本交通安全協会 - 国家公安委員会及び警察庁 交通局
- 一般社団法人大日本猟友会 - 環境省 総合環境政策局
- （法人格のない財団） 総合健康保険組合協議会（総合型又は連合型の任意加入に拠る健康保険組合の集合体） - 厚生労働省 保険局
- （特殊法人） 日本年金機構（旧社会保険庁） - 厚生労働省 年金局
- （公法人） 全国健康保険協会（旧政府管掌健康保険） - 厚生労働省 保険局
- （特別民間法人） 社会保険診療報酬支払基金（2003年（平成15年）10月1日　特殊法人から改組） - 厚生労働省 保険局
- （特別民間法人） 中央職業能力開発協会 - 厚生労働省 職業能力開発局
- （特殊会社） 東日本高速道路（NEXCO東日本） - 国土交通省 道路局
- （特殊会社） 中日本高速道路（NEXCO中日本） - 国土交通省 道路局
- （特殊会社） 西日本高速道路（NEXCO西日本） - 国土交通省 道路局
- （特殊会社） 本州四国連絡高速道路（JB本四高速） - 国土交通省 道路局
- （一般の）独立行政法人都市再生機構（UR） - 国土交通省 都市局
- （一般の）独立行政法人日本貿易振興機構 - 経済産業省
- （一般の）独立行政法人国際協力機構 - 外務省 国際協力局
- （一般の）独立行政法人国際交流基金 - 外務省 国際協力局
- 公益財団法人日本国際連合協会 - 外務省 国際協力局
- （一般の）独立行政法人日本学術振興会 - 文部科学省 科学技術・学術政策局
- 公益財団法人日本生産性本部 - 経済産業省 経済産業政策局
- 一般社団法人日本産業訓練協会 - 経済産業省 経済産業政策局
- （特殊法人） 日本中央競馬会（JRA） - 農林水産省 畜産局

都道府県の外郭団体
所管部署の名称は一例で、実際は差異がある。
- 財団法人○○県交通安全協会 - 都道府県公安委員会及び警視庁・道府県警察並びに○○県環境部交通課
- 社団法人○○県猟友会 - ○○県環境部自然課
- 財団法人地方生産性本部 - ○○県労働部産業課

市区町村の外郭団体
以下の例は、全ての市区町村に存在するわけではなく、各自治体によって設立団体は異なるか、また各自治体により名称が異なる場合があるので、一例として以下に記した。
また、自治体名を先頭に付けることが多い。例：○○市運輸振興協会
- 財団法人市区町村交通安全協会（各交通安全協会の名称に市区町村の地名の部分は含まれても、「市区町村」という文字は含まれず、市区町村単位ではなく都道府県単位で管理される。）: 都道府県公安委員会及び警視庁・道府県警察並びに都道府県庁環境部交通課（部署の名称は各自治体により相違あり）
- 法人格のない財団　市区町村猟友会（各猟友会の名称に市区町村の地名の部分は含まれても、「市区町村」という文字は含まれず、市区町村役場ではなく都道府県庁から管理される。また、これ自体は法人格及び事務所の何れも持たない個人事業主で、銃砲店等が事務を担当する。その点が、法人格及び独自の事務所を持つ上部猟友会及び市区町村交通安全協会等とは著しく異なっている）

| - 都市協会 - 都市開発協会 - 国際交流センター - 女性協会 - 開発公社 - 都市工学情報センター - 勤労福祉文化協会 - ホームヘルプ協会 - 社会医療センター - 環境保健協会 - 救急医療事業団 - 医療事業振興協会 - 科学振興協会 - 公園協会 - 都市緑化協会 - スポーツ振興協会 - 体育協会 - 信用保証協会 - 経済振興センター - 商業振興協会 - 商工貿易センター - 中小企業振興協会 | - 産業振興センター - 住宅供給公社 - 下水道技術協会 - 水道事業サービス協会 - 水道技術協会 - 産業廃棄物処理公社 - 環境事業協会 - 建築技術協会 - 土木技術協会 - 都市整備協会 - 土地開発公社 - 道路公社 - 港振興協会 - 消防振興協会 - 交通事業振興公社 - 運輸振興協会 - 大学後援会 - 教育振興公社 - 美術振興協会 - 市民共済会 - 生活衛生協会 - 学校給食協会 |

## 廃止された主な外郭団体の例と関連する省庁・自治体
国の外郭団体
- （特殊法人）日本電信電話公社 - 郵政省
- （特殊法人）日本専売公社 - 大蔵省
- （特殊法人）日本国有鉄道 - 運輸省